# Плефр
Плетр (дав.-гр. πλέθρον) — одиниця довжини в Стародавній Греції, яка дорівнює 100 грецьким (дорійським) або 104 давньоримським футам (стопам), що становить приблизно 31 метр.
Плефр (плетр, грец. πλέθρον) — візантійська міра довжини від 29,81 метра до 35,77 метра. Так званий «грецький плефр» становив 30,65 метра.
Також, плефр — візантійська міра поверхні (1261,9 кв.м), половина римського югера. Отже, квадратний плефр становить приблизно 30 на 30 метрів, тобто приблизно 900 квадратних метрів.